# Stenoluperus flavipes
Stenoluperus flavipes es una especie de insecto coleóptero de la familia Chrysomelidae.
Fue descrita científicamente en 1942 por Chen.